# Miconia argyrophylla
Miconia argyrophylla är en tvåhjärtbladig växtart som beskrevs av Dc.. Miconia argyrophylla ingår i släktet Miconia och familjen Melastomataceae. Inga underarter finns listade i Catalogue of Life.